# ノミバッタ
ノミバッタ (蚤蝗虫、学名:Xya japonica) は、バッタ目 ノミバッタ科に分類されるバッタの一種。小さく、特徴的な体つきをしている。ピグミーケラとも呼ばれる。

## 分布
日本全土・朝鮮半島・台湾・中国・ロシア極東地方など、離島も含む東アジアに広く分布している。

## 特徴
体長はおよそ5 mmほどととても小さく、日本最小のバッタ。また、和名通りノミのようによく跳ね、体長のおよそ100倍も跳ねることがある。水面からでも跳ね上がることができる。頭は体に比べて大きく、触角は糸状で短い。体の断面は、丸に近い形をしている。全身がほぼ黒い。体長と前肢の形態を除くと、ケラに似ている。
前胸背は樽形で光沢があり、前翅は鱗片状、後翅は扇形をしている。産卵管は退化している。腹部にある尾角、尾突起合わせて4本の突起物が目立つ。後肢脛節の先に先端棘の変形した1対のへら状物が付属する。翅は短く、飛翔することはできない。
後脚がとても太い。これはレシリンという弾性たんぱく質でできている。歩行するときは主に、前脚・中脚合わせて4本の足で歩行する。歩行するときには後脚は折り畳まれたままで使用されることはない。オスとメスの見分け方は、肛上板の形態で見分ける。

## 生態
畑や神社の境内、砂地など，開けておりやや湿っている裸地に生息する。砂粒で作ったドーム状の巣をつくる。また、その中で家族で生活する亜社会性をもつ。3月 - 11月によく見られ、成虫または、幼虫で越冬する。ネジレバネに寄生されることがある。水面のすぐ下を上手に泳ぎ、泳ぎ着かれると胸を横にして気門を水面に出して呼吸する。
雑食性で地面に生える小さな植物類や地衣類、昆虫の死骸などを食べる。それらを与えることで飼育することが可能。海外の胃内容物解析によると、デトリタスを主に摂食するとの報告がある。また、畑で大量発生し、野菜に被害が出ることもある。そのため、害虫として駆除されることがある。今までの被害は、バッタ類が好むイネ科の植物や、アブラムシ類が好むマメ科の植物などに被害が出ている。
繁殖活動は春季から初夏にかけて行われる。交尾は他の種とちがいメスがオスに乗り交尾する。産卵は土中に卵室を作り、その深さは1.5 cm - 3 cmほど。一つの卵室につき、卵は8個ほど産卵する。バッタ亜目は卵を卵鞘に包み、産卵管を土中に挿入して産卵する種が一般的であるが、ノミバッタは、卵鞘を作らずに産卵する。これは、産卵管が退化しているためである。これはケラの産卵特性に似ており、ケラの場合も同様に土中に卵室を作り、1つの卵室につき10個程度産卵する。

## 近縁種

### 日本国内で確認されている種
ニトベノミバッタ (学名:Xya nitobei)
ニトベノミバッタはバッタ目 ノミバッタ科に分類されるバッタの一種。南西諸島などに分布する。1987年に発見された。
マダラノミバッタ (学名:Xya riparia)
マダラノミバッタは、バッタ目ノミバッタ科に分類されるバッタの一種。黒い体に白いまだら模様があるのが特徴。1877年に発見された。
マミジロノミバッタ (学名:Xya leucophrys)
マミジロノミバッタは、バッタ目ノミバッタ科に分類されるバッタの一種。砂まじりの河川敷に生息する。複眼の上部に人間の眉毛のような白い模様があるのが「マミ（眉）ジロ」の由来。2020年に発見されたばかりの新種。
ツノジロノミバッタ (学名:Xya apicicornis)
ツノジロノミバッタは、バッタ目 ノミバッタ科に分類されるバッタの一種。マダラノミバッタにやや似ているが、ツノジロノミバッタはその名の通り触角の先が白いの特徴。1928年に発見された。